# Соленоїд

Магнітне поле соленоїда

Солено́їд (від грецьк. solen — трубка, eidos — вид) — це фізичний прилад, котушка дроту, намотаного на циліндричну поверхню. Якщо довжина соленоїда більша його діаметра, то при протіканні струму всередині котушки виникає однорідне магнітне поле спрямоване вздовж осі.
{\displaystyle B=\mu _{0}nI\,} (ISQ), {\displaystyle B={\frac {4\pi }{c}}nI} (СГС),
де {\displaystyle \mu _{0}} — магнітна проникність вакууму, {\displaystyle n} — число витків на одиницю довҗини, {\displaystyle I} — сила струму в обмотці соленоїда. Індуктивність соленоїда:
{\displaystyle L=\mu _{0}n^{2}V} (ISQ), {\displaystyle L=4\pi n^{2}V} (СГС),
де {\displaystyle V} — об'єм соленоїда.
Соленоїд застосовуються як електромагніт, поступальний силовий електропривід.